# Tadeusz Szumowski
Tadeusz Andrzej Szumowski (ur. 21 lutego 1951 w Warszawie) – polski historyk i dyplomata, ambasador RP m.in. w Australii (1997–2001), Irlandii (2006–2010) i Indonezji (2014–2017).

## Życiorys
W 1975 ukończył studia w Instytucie Historycznym Uniwersytetu Warszawskiego, gdzie następnie rozpoczął pracę naukowo-dydaktyczną jako asystent. W 1980 otrzymał stopień doktora nauk humanistycznych na podstawie rozprawy poświęconej stosunkom polsko-brytyjskim w czasie II wojny światowej. Pozostał w macierzystym instytucie jako adiunkt. W latach 1982–1984 odbył studia podyplomowe w Instytucie Nauk Politycznych w Paryżu. Nie mógł kontynuować studiów zagranicznych ze względu na zakaz opuszczania Polski.
Pod koniec lat 80. zrezygnował z pracy naukowej i przeniósł się do sektora prywatnego. Pracował w spółkach Promotor i Warnet. W lutym 1990 podjął pracę w Ministerstwie Spraw Zagranicznych, a dwa miesiące później objął stanowisko radcy w Ambasadzie RP w Londynie. W 1994 kierował placówką jako chargé d’affaires. W tym czasie osobiście zaangażowany był w sprawę sprowadzenia do kraju ciała generała Władysława Sikorskiego.
Po powrocie do Polski przez trzy lata był zastępcą dyrektora Departamentu Afryki, Azji, Australii i Oceanii MSZ. W 1997 otrzymał nominację na funkcję ambasadora w Australii i Nowej Zelandii, którą pełnił do 2002. W latach 2002–2005 był zastępcą dyrektora Archiwum MSZ w randze radcy-ministra. Następnie objął kierownictwo ministerialnego Biura Kadr i Szkolenia.
W 2006 objął stanowisko ambasadora nadzwyczajnego i pełnomocnego RP w Irlandii, odwołany został 1 września 2010. 1 stycznia 2014 objął urząd ambasadora nadzwyczajnego i pełnomocnego RP w Republice Indonezji, Timorze Wschodnim i Sekretariacie ASEAN. Odwołany z tych stanowisk z dniem 30 marca 2017.
Jest autorem publikacji poświęconych najnowszej historii stosunków międzynarodowych i dyplomatycznych oraz polskiej polityce zagranicznej. Był również współredaktorem serii wydawniczej Polskie dokumenty dyplomatyczne.
Odznaczony Krzyżem Kawalerskim Orderu Odrodzenia Polski (2011)